# Павел Плоц
Павел Плоц (чеш. Pavel Ploc; Јилемњице, 15. јун 1964) некадашњи је чехословачки и чешки ски скакач, данашњи чешки политичар. Освајач је две олимпијске медаље.

## Каријера
Павел Плоц је рођен у спортској породици. Његов отац, такође по имену [Павел], представио је Чехословачку у биатлону на Зимским олимпијским играма 1983. у Греноблу и 1972. у Сапороу.
Плоц је почео са скијашкими скококовима у узрасту од 6 година, а са 17 година дебитовао је у сезони Светског купа 1981/82. 2. марта 1982. у Тауплицу и заузео 12. место, а 18. мартa 1983. на Свветско првенство у скијашким летовима на домаћем трену у Харахову освојио је сребрну медаљу.. Поред освајања сребрне медаље Плоц је у четвртом скоку од 181 метар поставио свестски рекорд. Два месеца пре тога на истом месту дошао је до своје прве победе у Светском купу.
На Олимпијским играма освојио је бронзану медаљу у Сарајеву на великој и сребрну медаљу у Калгарију на малој скакаоници. Са светских првенстава има 2 бронзане медаље из Енгелберга 1984. и Лахтија 1989. Овом је додао и једну бронзу са Светског првенства у летовима 1985. на Леталници у Планици.
Каријеру је окончао 15. децембра 1991. у Сапору. На то је утицала чињеница да се није могао прилагодити на тада нови стил скакања V-стил.
Од 1996. до 2002. био је члан градског већа Харахова. За место Чешком парламенту неуспешно се кандидовао 2002. године, али је 4 године касније успео и постао посланик Чешке социјалдемократске партије (ЧССД) у доњем дому.
Од 1996. води ски-пансион у Харахову. Са супругом Радком има сина Мартина који је кренуо очевим стопама и кћерке Еадку и Терезу.

## Значајнији резултати

### Олимпијске игре
| Дисциплина / Игре | Сарајево 1984 | Калгари 1988 |
| Мала скакаоница   | 13.           |              |
| Валика скакаоница |               | 3.           |
| Екипно            | —             | 4.           |

### Светско првенство
| Дисциплина / Првенство | Енгелберг 1984. | Зефелд 1985. | Оберстдорф 1987. | Лахти 1989. | Вал ди Фијем 1991. |
| Мала скакаоница        |                 | 57.          | 8.}              | 7.          | 61.                |
| Валика скакаоница      |                 | 20.          | 14.              | 8.          | 26                 |
| Екипно                 |                 | 4.           | 4.               |             | 5.                 |

### Светско првенство у скијашким летовима
| Дисциплина / Првенство | Хатахов 1983. | Планица 1985. | Кулм 1986. | Оберстдорф 1988. | Вићерсунд 1990. |
| Појединачно            |               |               | 22.        | 4.               | 14              |

### Светски куп
- 2. у генералном пласману 1988.
- 3. у генералном пласману 1984.
- 10 победа.

| Година | Место                                                            |
| 1983.  | Харахов (Чехословачка)                                           |
| 1984.  | Лилехамер (Норвешка), Планица (СФР Југославија)                  |
| 1986.  | Гармиш-Партенкирхен (З. Немачка)                                 |
| 1988.  | Лејк Плесид x2 (САД), Оберсдорф (З. Немачка), Гштад (Швајцарска) |
| 1989.  | Либерец (Чехословачка)                                           |
| 1990.  | Солефтео (Шведска)                                               |

### Победничка постоља
| Бр. | Датум         | Место               | Скакаоница           | Бодови | Пласман | Победник           |
| --- | ------------- | ------------------- | -------------------- | ------ | ------- | ------------------ |
| 1.  | 9. 1. 1983.   | Харахов             | Чертјак              | 264,6  | 1.      | -                  |
| 2.  | 18. 2. 1983.  | Вићерсунд           | Вићерсубдбакен       | 350,5  | 2.      | Мати Никенен       |
| 3.  | 20. 2. 1983.  | Вићерсунд           | Вићерсубдбакен       | 351,0  | 3.      | Мати Никенен       |
| 4.  | 14. 1. 1984.  | Харахов             | Чертјак              | 192,7  | 3.      | Јиржи Парма        |
| 5.  | 18. 2. 1984.  | Сарајево            | Игман                | 202,9  | 3.      | Мати Никенен       |
| 6.  | 4. 3. 1984.   | Лахти               | Салпауселке          | ?      | 3.      | Мати Никененn      |
| 7.  | 9. 3. 1984.   | Лилехамер           | Lysgårdsbakken       | ?      | 1.      | -                  |
| 8.  | 11. 3. 1984.  | Осло                | Холменколенn         | ?      | 2.      | Владимир Подзимек  |
| 9.  | 17. 3. 1984.  | Оберстдорф          | Хајни Клопфер        | ?      | 2.      | Мати Никенен       |
| 10. | 18. 3. 1984.  | Оберстдорф          | Хајни Клопфер        | ?      | 2.      | Владимир Подзмирек |
| 11. | 25. 3. 1984.  | Планица             | Блоудекова великанка | ?      | 1.      | -                  |
| 12. | 4. 1. 1985.   | Инзбрук             | Бергизел             | 208,8  | 3.      | Мати Никенен       |
| 13. | 1. 3. 1985.   | Лахти               | Салпауселке          | 205,6  | 2.      | Мати Никенен       |
| 14. | 8. 3. 1985.   | Фалун               | Лугнет               | 226,7  | 2.      | Андреас Фелдер     |
| 15. | 14. 12. 1985. | Лејк Плесид         | MacKenzie Intervale  | 201,5  | 3.      | Вегард Опас        |
| 16. | 1. 1. 1986.   | Гармиш-Партенкирхен | Велика олимпијска    | 212,8  | 1.      | -                  |
| 17. | 25. 1. 1986.  | Сапоро              | Мијаномори           | 197,0  | 3.      | Мати Никенен       |
| 18. | 5. 12. 1987.  | Тандер Беј          | Тандер               | 227,2  | 2.      | Мати Никенен       |
| 19. | 12. 12. 1987. | Лејк Плесид         | MacKenzie Intervale  | 213,1  | 1.      | -                  |
| 20. | 13. 12. 1987. | Лејк Плесид         | MacKenzie Intervale  | 246,2  | 1.      | -                  |
| 21. | 30. 12. 1987. | Оберстдорф          | Шатенберг            | 230,2  | 1.      | -                  |
| 22. | 22. 1. 1988.  | Гштад               | Mattenschanze        | 218,0  | 1.      | -                  |
| 23. | 26. 3. 1988.  | Планица             | Средња великанка     | 218,3  | 2.      | Примож Улага       |
| 24. | 14. 1. 1989.  | Либерец             | Јештед               | 213,5  | 1       | -                  |
| 25. | 16. 12. 1989. | Сапоро              | Мијаномори           | 209,8  | 3.      | Ernst Vettori      |
| 26. | 14. 1. 1990.  | Либерец             | Јештед               | 212,5  | 2.      | Werner Haim        |
| 27. | 11. 3. 1990.  | Солефтео            | Халстабакен          | 224,5  | 1.      | -                  |

| \| Сезона \| Пласман \| Бодови \| \| -------- \| ------- \| ------ \| \| 1981/82. \| 38. \| 16 \| \| 1982/83. \| 10. \| 93 \| \| 1983/84. \| 3. \| 148 \| \| 1984/85. \| 7. \| 117 \| \| 1985/86. \| 13. \| 88 \| \| 1986/87. \| 39. \| 15 \| \| 1987/88. \| 2. \| 187 \| \| 1988/89. \| 19. \| 42 \| \| 1989/90. \| 7. \| 20 \| \| 1990/91. \| 20. \| 49 \| | - 1983/84 – 7. - 1984/85 – 5. - 1989/90 – 11. - 1981/82: 11. - 1982/83: 2. - 1983/84: 2. - 1985/86: 16. |        |
| Сезона | Пласман                                                                                                 | Бодови |
| 1981/82. | 38. | 16     |
| 1982/83. | 10. | 93     |
| 1983/84. | 3. | 148    |
| 1984/85. | 7. | 117    |
| 1985/86. | 13. | 88     |
| 1986/87. | 39. | 15     |
| 1987/88. | 2. | 187    |
| 1988/89. | 19. | 42     |
| 1989/90. | 7. | 20     |
| 1990/91. | 20. | 49     |